# George Crabbe
George Crabbe (Aldeburgh, 24 dicembre 1754 – Trowbridge, 3 febbraio 1832) è stato un poeta inglese.

## Biografia

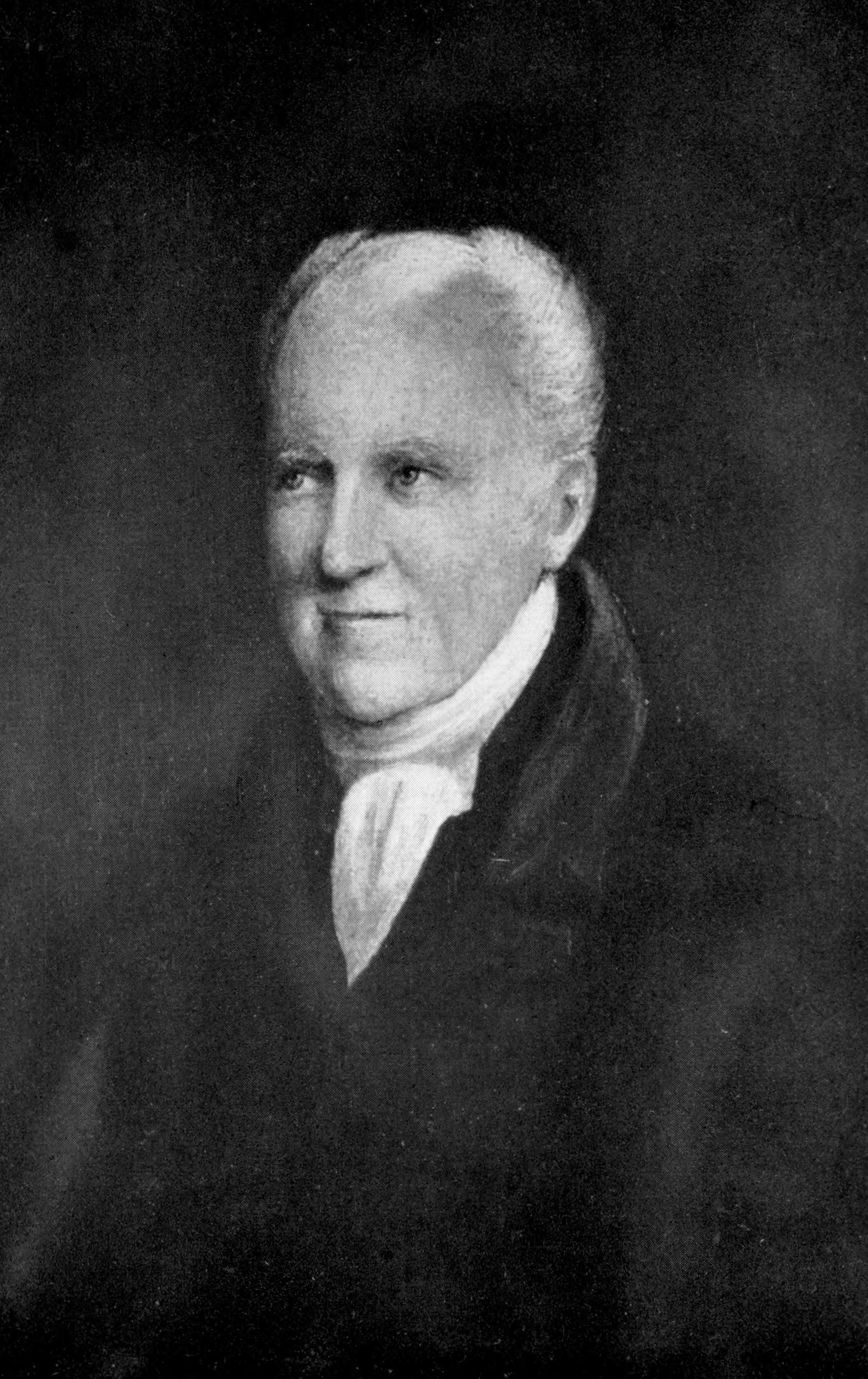
George Crabbe nel 1820

Nacque nel Suffolk, e sin da piccolo coltivò la passione per la poesia. Nel 1768, venne introdotto agli studi di medicina e tre anni dopo si trasferì a Woodbridge, dove incontrò la sua futura moglie, Sarah Elmy, che sposò nel 1783.
La coppia ebbe sette figli, ma Sarah fu colpita da malattie mentali dalla fine del 1790 fino alla sua morte nel 1813.
Intorno al 1775 terminò gli studi di medicina, ma decise di dedicarsi con ancor maggiore impegno alla scrittura.
A tal proposito, cinque anni dopo si spostò a Londra, dove ottenne qualche piccolo successo riuscendo a impressionare favorevolmente Edmund Burke, che lo aiutò a pubblicare il suo primo poema, intitolato The Library, nel 1781,
Abbracciata la vita ecclesiastica, ebbe con l'aiuto del Burke una parrocchia, diventando nel 1782 cappellano del duca di Rutland nel castello di Belvoir.
Nei suoi maggiori lavori, The Village ("Il villaggio", 1783), The parish register ("Il registro parrocchiale", 1807), The Borough ("Il borgo", 1810), Tales ("Racconti", 1812) e Tales of the hall ("Racconti domestici", 1812), che ottennero l'approvazione di Samuel Johnson, Crabbe descrisse la vita rurale e semplice degli umili.The Village fu scritto anche in disaccordo con The Deserted Village (1770) di Oliver Goldsmith, che Crabbe giudicava troppo sentimentale e idilliaco.
Per circa un ventennio, dal 1786 al 1806, scrisse esclusivamente opere di storia locale e collaborò alla The History and Antiquities of the County of Leicester ("La storia e le antichità della contea di Leicester", 1795–1815) di John Nichols.
Nel 1814 divenne docente alla facoltà di Trowbridge in Wiltshire.
Fu amico di importanti personalità culturali del suo tempo, inclusi William Wordsworth e Walter Scott.
Byron fu un ammiratore delle opere di Crabbe, allo stesso modo di Edgar Lee Masters, che nel creare la sua celebre Antologia di Spoon River non trascurò l'influenza dei lavori di Crabbe. Crabbe ricevette un omaggio poetico anche da Edwin Arlington Robinson, che in un sonetto dedicato al lirismo di Crabbe, lo definì: «il vigoroso polso umano, ancora palpitante della forza tranquilla che è dono della impadiva verità».
Crabbe si mise in evidenza anche come ricercatore scientifico e come saggista di scienza della natura.
Le liriche di Crabbe si dimostrarono più vicine al XVIII secolo che al XIX secolo, e anche grazie all'utilizzo del 'distico eroico', caratteristico di Alexander Pope e di Samuel Johnson, rappresentarono più fedelmente il gusto medio di quel periodo.

## Opere

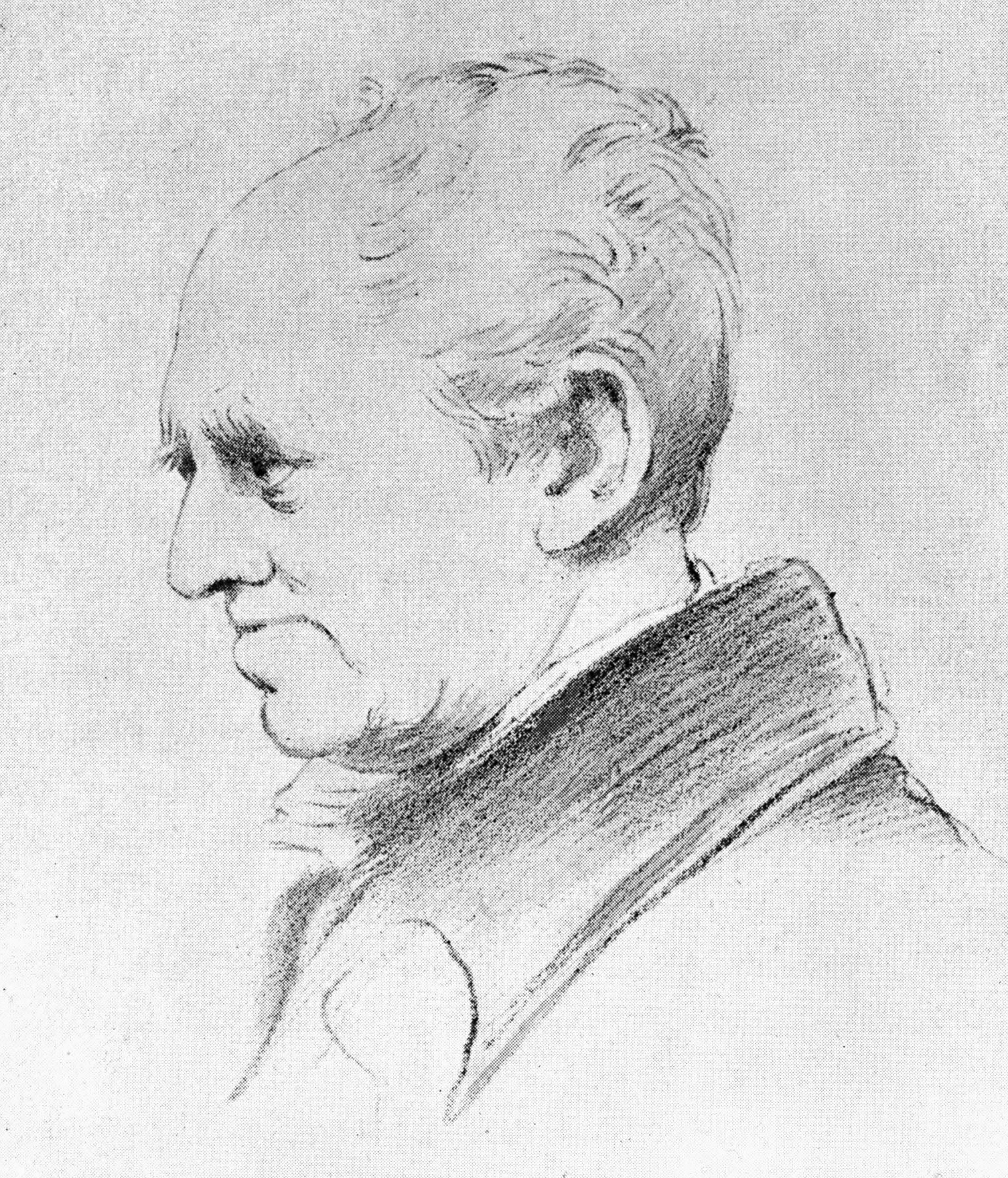
Disegno di George Crabbe

- Inebriety (pub. 1775)
- The Candidate (pub. 1780)
- The Library (pub. 1781)
- The Village (pub. 1783)
- The Newspaper (pub.1785)
- Poems (pub. 1807)
- The Borough (pub.1810)
- Tales in Verse (pub.1812)
- Tales of the Hall (pub.1819)
- Posthumous Tales (pub.1834)